# عایشه بن احمد
عایشه بن احمد (عربی: عائشة بن أحمد؛ زادهٔ ۷ فوریهٔ ۱۹۸۳) بازیگر اهل تونس است. وی از سال ۲۰۱۰ میلادی تاکنون مشغول فعالیت بوده‌است.

## آثار او

### درسینما
- ۲۰۱۱ : داستان ها تونس به كارگردانى ندا المزنى حافظ..

- ۲۰۱۲ : آخرين دوست من به كارگردانى جود سعيد وفارس الذهبانآ ساخته شده است.

- ۲۰۱۳ : بعد از ظهر پنج شنبه به كارگاردانى محمد دامک وطارق بن شعبان در نقش زهرا.

- ۲۰۱۵ : نرگس به كاگردانى سانيا الشمخى در نقش هند.
- ۲۰۱۶ : زيزو عطر بهار به كاگردانى فريد بوغدير در نقش خدیجه
- ۲۰۱۷ : سنت آگوستين، پسرا اشک هاى أو به كاگردانى سمير سيف وسماح سامى در نقش مونيكا
- 2017 : The Cell به كاگردانى طارق العریان وصلاح الجهينى در نقش نوحه، همسر عمر بازى مى كند.
- ۲۰۱۹ : مانی به كاگردانى سعيد المبروك وبا حضور وائل نبيل، محمد عبد المعتى وتامر حسنی ساخته شده است در نقش هايلا.
- ۲۰۲۰ : همزاد من به كاگردانى عثمان ابولبن با بازى أمانى التونسى در نقش هاى عليا، ماى، ملک وحنا.
- ۲۰۲۱ : ريتسا به كارگردانى احمد يسرى ونويسندگى معتز فاتحه ساخته شده است.

### تلویزیون

#### سريالتونس
- ۲۰۱۲ : براى ݘشمان كاترين به كارگردانى حمادى عرفه وفيلمنامه رفيقه بوگدى در نقش ناديا.
- ۲۰۱۳ : ستارگان شب (فصل ݘهارم) به كاگردانى مهدى نصرا
- ۲۰۲۱ : حرقا (مهاجرت غیرقانونی) به كاگردانى سعد العوصلتى با حضور عمادالدين حكيم وجوداء المجرى در نقش هالا.

#### سريال خارجى
- ۲۰۱۵ : هزار و يك شب به كارگردانى عبد العزيز و فيلمنامه محمد نير در نقش قمرالزمان.
- ۲۰۱۸ : فيلم Rogue Arrows به كاگردانى محمود كامل است وشرين دياب در نقش مادر پدرم بازى مى كند.
- ۲۰۱۸ : رازا مصر به كارگردانى ياسر سامى با حضور محمد عبد المعطى و احمد على موسى در نقش ليلا.
- ۲۰۱۸ : درنهاى شك به كاگردانى احمد سمير فراق، فيلمنامه محمد نير و با حضور كريم الدليل، بيشوى حنا و رامى اسماعيل در نقش دينا.
- ۲۰۱۹ : ابو جبل به كارگردانى احمد صالح وفيلمنامه اى از محمد السيد بشير در نقش مريم ساخته شده است.
- ۲۰۲۱ : بازى نيوتن به كاگردانى انجى فتحى ونويسندگى تامر محسن در نقش آمنه ساخته شده است.
- ۲۰۲۲ : پرونده مخفى به كارگردانى حسن البالسى و نويسندگى محمود حجاج در نقش مريم المالكى.
- 2022 : The Freak به كارگردانى امير رامسس و محمد الحاج در نقش هالا بازى مى كند.
- ۲۰۲۲ : "وعده شیطان" به كاگردانى كالين تاف واشرف حامد، با فيلمنامه اى از تونى گوردون، انجي لومان فيلد وسوها خليفه در نقش زينا ساخته شده است.
- ۲۰۲۳ : خاطرات يك زوج به كارگردانى تامر نادى و نويسندگى احمد شفيق باگت و محمد سليمان عبد الملک در نقش شرين.
- ۲۰۲۳ : روح من به تو به كاگردانى محمد لطفى وفيلممنامه نزيسى مصطفى محمود در نقش جميلا است.
- ۲۰۲۴ : بدون اخطار به كارگردانى هانى خليفه ونويسندگى عمار صبرى با حضور آلما كفرنه، سمر طاهر، كريم الدليل وعمرو الدالى در نقش ليلا.

#### فيلم هاى تلويزيونى
- ۲۰۱۲ : براباس اثر راجر یانگ : مرى بتانى

#### برنامه هاى تلويزيونى
- ۲۰۱۳ : زلزله (قسمت ۱۵) در كانال الحوار التونسى : مهمان.
- ۲۰۱۳ : ذوق دريافت (قسمت ۲) در كانال تونسنا : مهمان.
- ۲۰۱۴ : با شما، مونا الشزلى در CBC : مهمان.
- ۲۰۱۸ : ۹۰ دقیقه در كانال المهوار : مهمان.
- ۲۰۲۰ : مراقب فيفى با فیفی عبده در MBC Masr و 5MBC : ماهمان باشيد
- ۲۰۲۱ : پنج ستاره در MBC Masr : مهمان.

## مرحله
- 2013 : زانت نسه (کوچه زنان) نوشته نومن حمدا و فاطما بنور، اقتباس تونسى از نمايشنامه "طايفه طلاق" بر روى صحنه اى از سامى مونتاسر.

منابع
- مشارکت‌کنندگان ویکی‌پدیا. «Aïcha Ben Ahmed». در دانشنامهٔ ویکی‌پدیای انگلیسی، بازبینی‌شده در ۶ فوریه ۲۰۲۴.